# Уок
Уок (на кантонски: 鑊) е многофункционален съд за готвене със закръглено дъно, произлизащ от Китай. Това е един от най-разпространените прибори за готвене в Китай, а подобни съдове се намират и в други части на Източна, Южна и Югоизточна Азия.
Уоковете се използват в редица различни китайски техники на готвене: пържене, дълбоко пържене, задушаване, варене, приготвяне на супа, пушене и печене на ядки. Готвенето се извършва с дълги прибори като шпатула или черпак. Дългите им дръжки позволяват на готвача да готви храната, без риск да изгори ръцете си.

## Характеристики
Най-отличителната черта на уока е формата му. Класическите уокове имат кръгло дъно. В западните страни се намират и уокове с плоско дъно, което ги прави по-сходни с тиганите за дълбоко пържене. Плоското дъно позволява уокът да се използва върху електрическа печка, докато закръгленият уок не би имал пълен контакт с нагревателния елемент на печката. Уокът с кръгло дъно позволява на традиционната кръгла шпатула или черпак да загребва всичката храна на дъното му и да се подхвърля лесно. Същото начинание би било трудно с плоско дъно. С традиционна печка за уок, кръглото дъно на съда може да се загрее повече, което улеснява пърженето чрез разбъркване.
Диаметърът на повечето уокове е между 30 и 36 cm, понякога и повече. Уоковете с диаметър 36 cm (подходящи за семейство от 3 – 4 души) са най-разпространени, но домашни уокове съществуват в размери от 20 cm до 91 cm. Малките уокове обикновено се използват за бързо готвене, докато по-големите се използват в ресторанти или общи кухни за готвене ориз или супа.
Най-често уоковете се правят от въглеродна стомана или чугун. Макар последният материал да се използва най-широко в миналото, готвачите днес като цяло са раздвоени между това кой от двата материала е по-подходящ.
Основното предимство на уока е извитата и вдлъбнатата му форма. Тя създава малка нагорещена област на дъното, което позволява част от храната да се обработва под голямата температура, докато се използва относително малко гориво. Големите наклонени страни улесняват готвачите при изпълнение на техники на подхвърляне, като се постига по-малко разливане и по-голяма безопасност. Извитите страни също позволяват на човек да готви, без да се налага да „гони храната сред тигана“, тъй като съставките с размер на хапки или ситно нарязани съставки обикновено се връщат обратно в центъра на уока, когато са разбъркат. Извивката също осигурява по-голяма използваема повърхност за готвене.